# 291
Évszázadok: 2. század – 3. század – 4. század
Évtizedek: 240-es évek – 250-es évek – 260-as évek – 270-es évek – 280-as évek – 290-es évek – 300-as évek – 310-es évek – 320-as évek – 330-as évek – 340-es évek
Évek: 286 – 287 – 288 – 289 –  290 – 291 – 292 – 293 – 294 – 295 – 296

## Események

### Római Birodalom
- Caius Iunius Tiberianust és Cassius Diót választják consulnak.
- Az év elején folytatódik Diocletianus és Maximianus császárok találkozója Mediolanumban. A császárok ha nem is ismerik el, egyelőre tolerálják Carausius uralmát Britanniában és Észak-Galliában.
- (291-294 között) Megjelenik a Codex Gregorianus, a római császárok rendeleteinek gyűjteménye.
- Felkelés tör ki Felső-Egyiptomban.
- A volt Dacia tartományban a germán tervingek és taifalok szövetsége megtámadja a vandál-gepida szövetséget.

### Kína
- A szellemi fogyatékos Huj császár felesége, Csia császárné nagyobb beleszólást akar a kormányzati ügyekbe, ezért összeesküvést sző Jang Csün régens és lánya, Jang özvegy császárné ellen. A szervezkedésben részt vesz a császár öccse, Sze-ma Vej, valamint az előző évben meghalt Vu császár nagybátyja, Sze-ma Liang is. Csia császárné ráveszi férjét, hogy koholt vádak alapján menessze Jang Csünt, akit aztán meggyilkolnak, Jang özvegy császárnét pedig bebörtönzik (ahol a következő évben meghal). Az új régens Sze-ma Liang, valamint Vej Kuan miniszter lesz.
- Sze-ma Liang igyekszik megnyerni a nemességet és mintegy ezer magasrangú címet oszt szét a körükben. Csia császárné hamarosan az új régensekkel is összekülönbözik és aláírat férjével egy rendeletet, melyben utasítja Sze-ma Vejt a régensek elfogására. A régenseket családjukkal együtt megölik. Csia császárné ezután arra hivatkozva, hogy a rendelet csak a letartóztatásról szólt, elfogatja és kivégezteti Sze-ma Vejt. Az új régens Csia császárné lesz, aki ezután évekig a kezében tartja a birodalom kormányzását.

## Születések
- Szent Ágnes, keresztény mártír
- Szent Filoména, keresztény mártír
- Gázai Szent Hilárión, remete

## Halálozások
- Jang Csün, kínai politikus
- Sze-ma Liang, kínai politikus
- Sze-ma Vej, kínai politikus

## Fordítás
- Ez a szócikk részben vagy egészben  a(z)   291 című angol Wikipédia-szócikk ezen változatának fordításán alapul.  Az eredeti cikk szerkesztőit annak laptörténete sorolja fel. Ez a jelzés csupán a megfogalmazás eredetét és a szerzői jogokat jelzi, nem szolgál a cikkben szereplő információk forrásmegjelöléseként.